# Quatrième circonscription de la Charente-Maritime
La quatrième circonscription de la Charente-Maritime est l'une des cinq circonscriptions législatives françaises que compte le département de la Charente-Maritime (17) situé en région Nouvelle-Aquitaine.

## Description géographique et démographique

### De 1958 à 1986
La quatrième circonscription de la Charente-Maritime était composée de :
- Canton d'Archiac
- Canton de Jonzac
- Canton de Mirambeau
- Canton de Montendre
- Canton de Montguyon
- Canton de Montlieu
- Canton de Pons
- Canton de Saint-Genis-de-Saintonge
- Canton de Saintes

Source : Journal Officiel du 14-15 Octobre 1958.

### Depuis 1988
La quatrième circonscription de la Charente-Maritime est délimitée par le découpage électoral de la loi no 86-1197 du 24 novembre 1986
, elle regroupe les divisions administratives suivantes :
- Canton d'Archiac
- Canton de Cozes
- Canton de Gémozac
- Canton de Jonzac
- Canton de Mirambeau
- Canton de Montendre
- Canton de Montguyon
- Canton de Montlieu-la-Garde
- Canton de Pons
- Canton de Royan-Est
- Canton de Saint-Genis-de-Saintonge
- Communes de Colombiers et La Jard (canton de Saintes-Est).

D'après le recensement général de la population en 1999, réalisé par l'Institut national de la statistique et des études économiques (INSEE), la population totale de cette circonscription est estimée à 101987 habitants,.

## Historique des députations
| Législature | Début de mandat | Fin de mandat  | Député              | Parti politique | Observations |
| ----------- | --------------- | -------------- | ------------------- | --------------- | --- |
| Ire         | 9 décembre 1958 | 9 octobre 1962 | André Bégouin       | CNIP            | Mandat écourté à la suite d'une dissolution parlementaire décidée par Charles de Gaulle.                                                                       |
| IIe         | 6 décembre 1962 | 2 avril 1967   | Daniel Daviaud      | Parti radical   | |
| IIIe        | 3 avril 1967    | 30 mai 1968    | Daniel Daviaud      | Parti radical   | Mandat écourté à la suite d'une dissolution parlementaire décidée par Charles de Gaulle.                                                                       |
| IVe         | 11 juillet 1968 | 1er avril 1973 | Louis Joanne        | UDR             | |
| Ve          | 2 avril 1973    | 2 avril 1978   | Louis Joanne        | RI              | |
| VIe         | 3 avril 1978    | 22 mai 1981    | Philippe Marchand   | PS              | Mandat écourté à la suite d'une dissolution parlementaire décidée par François Mitterrand.                                                                     |
| VIIe        | 2 juillet 1981  | 1er avril 1986 | Philippe Marchand   | PS              | |
| VIIIe       | 2 avril 1986    | 14 mai 1988    | Aucun               | Aucun           | Proportionnelle par département, pas de député par circonscription. Mandat écourté à la suite d'une dissolution parlementaire décidée par François Mitterrand. |
| IXe         | 23 juin 1988    | 1er avril 1993 | Philippe Marchand   | PS              | Remplacé à partir du 18 août 1990 par Pierre-Jean Daviaud à la suite de sa nomination au gouvernement.                                                         |
| Xe          | 2 avril 1993    | 21 avril 1997  | Dominique Bussereau | UDF             | Mandat écourté à la suite d'une dissolution parlementaire décidée par Jacques Chirac.                                                                          |
| XIe         | 12 juin 1997    | 18 juin 2002   | Dominique Bussereau | UDF             | |
| XIIe        | 19 juin 2002    | 19 juin 2007   | Dominique Bussereau | UMP             | Remplacé à partir du 19 juillet 2002 par Jean-Claude Beaulieu à la suite de sa nomination au gouvernement.                                                     |
| XIIIe       | 20 juin 2007    | 19 juin 2012   | Dominique Bussereau | UMP             | Remplacé à partir du 20 juillet 2007 par Jean-Claude Beaulieu à la suite de sa nomination au gouvernement.                                                     |
| XIVe        | 20 juin 2012    | 20 juin 2017   | Dominique Bussereau | UMP             | |
| XVe         | 21 juin 2017    | 21 juin 2022   | Raphaël Gérard      | LREM            | |
| XVIe        | 22 juin 2022    | 9 juin 2024    | Raphaël Gérard      | LREM puis RE    | Mandat écourté à la suite d'une dissolution parlementaire décidée par Emmanuel Macron.                                                                         |
| XVIIe       | 8 juillet 2024  | En cours       | Pascal Markowsky    | RN              | |

## Historique des élections
| Date d'élection | Député élu          | Parti | Parti        |
| --------------- | ------------------- | ----- | ------------ |
| 1958            | André Bégouin       |       | CNIP         |
| 1962            | Daniel Daviaud      |       | PRRRS        |
| 1967            | Daniel Daviaud      |       | FGDS (PRRRS) |
| 1968            | Louis Joanne        |       | UDR          |
| 1973            | Louis Joanne        |       | RI           |
| 1978            | Philippe Marchand   |       | PS           |
| 1981            | Philippe Marchand   |       | PS           |
| 1988            | Philippe Marchand   |       | PS           |
| 1993            | Dominique Bussereau |       | UDF (PR)     |
| 1997            | Dominique Bussereau |       | UDF          |
| 2002            | Dominique Bussereau |       | UMP          |
| 2007            | Dominique Bussereau |       | UMP          |
| 2012            | Dominique Bussereau |       | UMP          |
| 2017            | Raphaël Gérard      |       | LREM         |
| 2022            | Raphaël Gérard      |       | RE           |
| 2024            | Pascal Markowsky    |       | RN           |

### Élections de 1958
| Candidat                    | Candidat          | Parti          | Premier tour | Premier tour | Second tour | Second tour |  |
| Candidat                    | Candidat          | Parti          | Voix         | %            | Voix        | %           |  |
| --------------------------- | ----------------- | -------------- | ------------ | ------------ | ----------- | ----------- |  |
|                             | André Bégouin élu | CNIP           | 12 045       | 24,77        | 16 600      | 35,11       |  |
|                             | Daniel Daviaud    | Radsoc         | 10 129       | 20,83        | 16 283      | 34,44       |  |
|                             | Roger Faraud      | SFIO           | 7 253        | 14,92        | Retrait     | Retrait     |  |
|                             | Michel Grenot     | Modérés        | 7 121        | 14,64        | Retrait     | Retrait     |  |
|                             | Léon Belly        | PCF            | 6 574        | 13,52        | 6 965       | 14,73       |  |
|                             | Roger Bas         | UNR            | 5 506        | 11,32        | 7 434       | 15,72       |  |
|                             |                   |                |              |              |             |             |  |
| Inscrits                    | Inscrits          | Inscrits       | 69 526       | 100,00       | 69 528      | 100,00      |  |
| Abstentions                 | Abstentions       | Abstentions    | 19 263       | 27,71        | 21 002      | 30,21       |  |
| Votants                     | Votants           | Votants        | 50 263       | 72,29        | 48 526      | 69,79       |  |
| Blancs et nuls              | Blancs et nuls    | Blancs et nuls | 1 635        | 3,25         | 1 244       | 2,56        |  |
| Exprimés                    | Exprimés          | Exprimés       | 48 628       | 96,75        | 47 282      | 97,44       |  |
| Source : Gallica et CEVIPOF |                   |                |              |              |             |             |  |

André Bourbon, entrepreneur à Saintes, était le suppléant d'André Bégouin.

### Élections de 1962
| Candidat                    | Candidat              | Parti          | Premier tour | Premier tour | Second tour | Second tour |  |
| Candidat                    | Candidat              | Parti          | Voix         | %            | Voix        | %           |  |
| --------------------------- | --------------------- | -------------- | ------------ | ------------ | ----------- | ----------- |  |
|                             | Daniel Daviaud élu    | Radsoc         | 12 074       | 33,47        | 22 271      | 53,69       |  |
|                             | André Bégouin sortant | CNIP           | 11 240       | 31,16        | 15 767      | 38,01       |  |
|                             | Guy Le Bélicard       | PCF            | 6 408        | 17,76        | Retrait     | Retrait     |  |
|                             | Michel Grenot         | Modérés        | 3 981        | 11,04        | 3 445       | 8,3         |  |
|                             | Jacques Desmoulins    | PSU            | 2 373        | 6,58         | Retrait     | Retrait     |  |
|                             |                       |                |              |              |             |             |  |
| Inscrits                    | Inscrits              | Inscrits       | 69 193       | 100,00       | 69 178      | 100,00      |  |
| Abstentions                 | Abstentions           | Abstentions    | 29 616       | 42,8         | 25 669      | 37,11       |  |
| Votants                     | Votants               | Votants        | 39 577       | 57,2         | 43 509      | 62,89       |  |
| Blancs et nuls              | Blancs et nuls        | Blancs et nuls | 3 501        | 8,85         | 2 026       | 4,66        |  |
| Exprimés                    | Exprimés              | Exprimés       | 36 076       | 91,15        | 41 483      | 95,34       |  |
| Source : Gallica et CEVIPOF |                       |                |              |              |             |             |  |

Pierre Ménézo, directeur du lycée technique de Saintes, était le suppléant de Daniel Daviaud.

### Élections de 1967
| Candidat                    | Candidat                     | Parti          | Premier tour | Premier tour | Second tour | Second tour |  |
| Candidat                    | Candidat                     | Parti          | Voix         | %            | Voix        | %           |  |
| --------------------------- | ---------------------------- | -------------- | ------------ | ------------ | ----------- | ----------- |  |
|                             | Daniel Daviaud sortant réélu | FGDS (Radical) | 18 439       | 37,12        | 30 186      | 60,00       |  |
|                             | Pierre Ferri                 | RI (UD-Ve)     | 14 646       | 29,49        | 20 125      | 40,00       |  |
|                             | André Catrou                 | PCF            | 8 571        | 17,26        | Retrait     | Retrait     |  |
|                             | Daniel Blanchet              | CD (PDM)       | 8 013        | 16,13        | Retrait     | Retrait     |  |
|                             |                              |                |              |              |             |             |  |
| Inscrits                    | Inscrits                     | Inscrits       | 68 895       | 100,00       | 68 890      | 100,00      |  |
| Abstentions                 | Abstentions                  | Abstentions    | 17 357       | 25,19        | 16 749      | 24,31       |  |
| Votants                     | Votants                      | Votants        | 51 538       | 74,81        | 52 141      | 75,69       |  |
| Blancs et nuls              | Blancs et nuls               | Blancs et nuls | 1 869        | 3,63         | 1 830       | 3,51        |  |
| Exprimés                    | Exprimés                     | Exprimés       | 49 669       | 96,37        | 50 311      | 96,49       |  |
| Source : Gallica et CEVIPOF |                              |                |              |              |             |             |  |

Pierre Ménézo était le suppléant de Daniel Daviaud.

### Élections de 1968
| Candidat       | Candidat               | Parti          | Premier tour | Premier tour | Second tour | Second tour |  |
| Candidat       | Candidat               | Parti          | Voix         | %            | Voix        | %           |  |
| -------------- | ---------------------- | -------------- | ------------ | ------------ | ----------- | ----------- |  |
|                | Louis Joanne élu       | RI (URP)       | 24 269       | 48,63        | 28 154      | 54,97       |  |
|                | Daniel Daviaud sortant | FGDS (Radical) | 15 425       | 30,91        | 23 066      | 45,03       |  |
|                | André Catrou           | PCF            | 7 279        | 14,59        | Retrait     | Retrait     |  |
|                | Jacques Desmoulins     | PSU            | 2 933        | 5,88         |             |             |  |
|                |                        |                |              |              |             |             |  |
| Inscrits       | Inscrits               | Inscrits       | 68 559       | 100,00       | 68 564      | 100,00      |  |
| Abstentions    | Abstentions            | Abstentions    | 17 372       | 25,34        | 16 523      | 24,1        |  |
| Votants        | Votants                | Votants        | 51 187       | 74,66        | 52 041      | 75,9        |  |
| Blancs et nuls | Blancs et nuls         | Blancs et nuls | 1 281        | 2,5          | 821         | 1,58        |  |
| Exprimés       | Exprimés               | Exprimés       | 49 906       | 97,5         | 51 220      | 98,42       |  |

Étienne Bétizeau, vétérinaire à Saintes était le suppléant de Louis Joanne.

### Élections de 1973
| Candidat       | Candidat                   | Parti          | Premier tour | Premier tour | Second tour | Second tour |  |
| Candidat       | Candidat                   | Parti          | Voix         | %            | Voix        | %           |  |
| -------------- | -------------------------- | -------------- | ------------ | ------------ | ----------- | ----------- |  |
|                | Louis Joanne sortant réélu | RI (URP)       | 20 334       | 39,06        | 30 597      | 59,34       |  |
|                | André Catrou               | PCF            | 9 433        | 18,12        | 20 961      | 40,66       |  |
|                | Claude Belot               | Rad (MR)       | 9 420        | 18,10        | Retrait     | Retrait     |  |
|                | Éric Hintermann            | PS (UGSD)      | 7 574        | 14,55        | Retrait     | Retrait     |  |
|                | Malou Charbonnier          | PSU            | 2 676        | 5,14         |             |             |  |
|                | Jean Gendron               | Radsoc         | 2 616        | 5,03         |             |             |  |
|                |                            |                |              |              |             |             |  |
| Inscrits       | Inscrits                   | Inscrits       | 69 961       | 100,00       | 69 964      | 100,00      |  |
| Abstentions    | Abstentions                | Abstentions    | 16 313       | 23,32        | 15 673      | 22,4        |  |
| Votants        | Votants                    | Votants        | 53 648       | 76,68        | 54 291      | 77,6        |  |
| Blancs et nuls | Blancs et nuls             | Blancs et nuls | 1 595        | 2,97         | 2 733       | 5,03        |  |
| Exprimés       | Exprimés                   | Exprimés       | 52 053       | 97,03        | 51 558      | 94,97       |  |

Gilles Chovet, directeur de société à Saintes était le suppléant de Louis Joanne.

### Élections de 1978
| Candidat                    | Candidat              | Parti          | Premier tour | Premier tour | Second tour | Second tour |  |
| Candidat                    | Candidat              | Parti          | Voix         | %            | Voix        | %           |  |
| --------------------------- | --------------------- | -------------- | ------------ | ------------ | ----------- | ----------- |  |
|                             | Louis Joanne sortant  | UDF (PR)       | 20 600       | 33,56        | 31 302      | 48,11       |  |
|                             | Philippe Marchand élu | PS (MRG)       | 18 097       | 29,48        | 33 762      | 51,89       |  |
|                             | Jean Cartais          | PCF            | 10 829       | 17,64        | Retrait     | Retrait     |  |
|                             | Jacques Fayol         | RPR            | 6 534        | 10,64        |             |             |  |
|                             | Christine Egasse      | LO             | 1 545        | 2,52         |             |             |  |
|                             | Nicole Desfourneaux   | PSD            | 1 253        | 2,04         |             |             |  |
|                             | Roger Palmieri        | FN             | 1 060        | 1,73         |             |             |  |
|                             | Michèle Degorce       | MDD            | 862          | 1,40         |             |             |  |
|                             | Jean Mesnières        | CCA            | 603          | 0,98         |             |             |  |
|                             |                       |                |              |              |             |             |  |
| Inscrits                    | Inscrits              | Inscrits       | 77 479       | 100,00       | 77 486      | 100,00      |  |
| Abstentions                 | Abstentions           | Abstentions    | 14 376       | 18,55        | 11 330      | 14,62       |  |
| Votants                     | Votants               | Votants        | 63 103       | 81,45        | 66 156      | 85,38       |  |
| Blancs et nuls              | Blancs et nuls        | Blancs et nuls | 1 720        | 2,73         | 1 092       | 1,65        |  |
| Exprimés                    | Exprimés              | Exprimés       | 61 383       | 97,27        | 65 064      | 98,35       |  |
| Source : CEVIPOF et Gallica |                       |                |              |              |             |             |  |

Le suppléant de Philippe Marchand était Paul Rousset, viticulteur, conseiller général du canton de Montendre, maire de Jussas.

### Élections de 1981
|                | Philippe Marchand sortant réélu | PS             | 28 404 | 53,24  |  |  |  |
|                | Bruno Albert                    | RPR (UNM)      | 19 381 | 36,33  |  |  |  |
|                | Antoine Egéa                    | PCF            | 5 567  | 10,43  |  |  |  |
|                |                                 |                |        |        |  |  |  |
| Inscrits       | Inscrits                        | Inscrits       | 79 630 | 100,00 |  |  |  |
| Abstentions    | Abstentions                     | Abstentions    | 25 249 | 31,71  |  |  |  |
| Votants        | Votants                         | Votants        | 54 381 | 68,29  |  |  |  |
| Blancs et nuls | Blancs et nuls                  | Blancs et nuls | 1 029  | 1,89   |  |  |  |
| Exprimés       | Exprimés                        | Exprimés       | 53 352 | 98,11  |  |  |  |

Paul Rousset était le suppléant de Philippe Marchand.

### Élections de 1988
| Candidat           | Candidat              | Parti          | Premier tour | Premier tour | Second tour | Second tour |  |
| Candidat           | Candidat              | Parti          | Voix         | %            | Voix        | %           |  |
| ------------------ | --------------------- | -------------- | ------------ | ------------ | ----------- | ----------- |  |
|                    | Philippe Marchand élu | PS             | 23 879       | 46,44        | 28 887      | 51,52       |  |
|                    | Dominique Bussereau   | UDF (PR) (URC) | 21 647       | 42,10        | 27 180      | 48,48       |  |
|                    | Philippe Aubin        | FN             | 3 107        | 6,04         |             |             |  |
|                    | Michelle Carmouse     | PCF            | 2 789        | 5,42         |             |             |  |
|                    |                       |                |              |              |             |             |  |
| Inscrits           | Inscrits              | Inscrits       | 79 534       | 100,00       | 79 520      | 100,00      |  |
| Abstentions        | Abstentions           | Abstentions    | 27 136       | 34,12        | 22 375      | 28,14       |  |
| Votants            | Votants               | Votants        | 52 398       | 65,88        | 57 145      | 71,86       |  |
| Blancs et nuls     | Blancs et nuls        | Blancs et nuls | 976          | 1,86         | 1 078       | 1,89        |  |
| Exprimés           | Exprimés              | Exprimés       | 51 422       | 98,14        | 56 067      | 98,11       |  |
| Source : data.gouv |                       |                |              |              |             |             |  |

Pierre-Jean Daviaud, cadre, conseiller général du canton de Montguyon, maire de Saint-Aigulin était le suppléant de Philippe Marchand. Pierre-Jean Daviaud remplaça Philippe Marchand, nommé membre du gouvernement, du 18 août 1990 au 1er avril 1993.

### Élections de 1993
| Candidat       | Candidat                    | Parti          | Premier tour | Premier tour | Second tour | Second tour |  |
| Candidat       | Candidat                    | Parti          | Voix         | %            | Voix        | %           |  |
| -------------- | --------------------------- | -------------- | ------------ | ------------ | ----------- | ----------- |  |
|                | Dominique Bussereau élu     | UDF (PR)       | 23 667       | 47,69        | 30 132      | 60,79       |  |
|                | Pierre-Jean Daviaud sortant | PS (ADFP)      | 11 353       | 22,88        | 19 434      | 39,21       |  |
|                | Alain Bellu                 | FN             | 5 561        | 11,21        |             |             |  |
|                | Michelle Carmouse           | PCF            | 3 428        | 6,91         |             |             |  |
|                | Christophe Bultel           | Les Verts (EÉ) | 3 358        | 6,77         |             |             |  |
|                | Danielle Mahieu             | LT-LNÉ         | 2 257        | 4,55         |             |             |  |
|                |                             |                |              |              |             |             |  |
| Inscrits       | Inscrits                    | Inscrits       | 79 634       | 100,00       | 82 629      | 100,00      |  |
| Abstentions    | Abstentions                 | Abstentions    | 26 120       | 32,8         | 29 235      | 35,38       |  |
| Votants        | Votants                     | Votants        | 53 514       | 67,2         | 53 394      | 64,62       |  |
| Blancs et nuls | Blancs et nuls              | Blancs et nuls | 3 890        | 7,27         | 3 828       | 7,17        |  |
| Exprimés       | Exprimés                    | Exprimés       | 49 624       | 92,73        | 49 566      | 92,83       |  |

Jean-Claude Beaulieu, conseiller régional, conseiller municipal de Jonzac était le suppléant de Dominique Bussereau.

### Élections de 1997
| Candidat       | Candidat                          | Parti          | Premier tour | Premier tour | Second tour | Second tour |  |
| Candidat       | Candidat                          | Parti          | Voix         | %            | Voix        | %           |  |
| -------------- | --------------------------------- | -------------- | ------------ | ------------ | ----------- | ----------- |  |
|                | Dominique Bussereau sortant réélu | UDF (PR)       | 18 514       | 37,35        | 27 117      | 51,07       |  |
|                | Philippe Callaud                  | PRS            | 13 401       | 27,04        | 25 981      | 48,93       |  |
|                | Gilles Bredillot                  | FN             | 6 586        | 13,29        |             |             |  |
|                | Michelle Carmousse                | PCF            | 4 878        | 9,84         |             |             |  |
|                | Claude Trong                      | LDI (MPF)      | 2 534        | 5,11         |             |             |  |
|                | Jack Lionet                       | Les Verts      | 2 272        | 4,58         |             |             |  |
|                | Christophe Bultel                 | MÉI            | 1 382        | 2,79         |             |             |  |
|                |                                   |                |              |              |             |             |  |
| Inscrits       | Inscrits                          | Inscrits       | 78 783       | 100,00       | 78 782      | 100,00      |  |
| Abstentions    | Abstentions                       | Abstentions    | 25 420       | 32,27        | 22 130      | 28,09       |  |
| Votants        | Votants                           | Votants        | 53 363       | 67,73        | 56 652      | 71,91       |  |
| Blancs et nuls | Blancs et nuls                    | Blancs et nuls | 3 796        | 7,11         | 3 554       | 6,27        |  |
| Exprimés       | Exprimés                          | Exprimés       | 49 567       | 92,89        | 53 098      | 93,73       |  |

Jean-Claude Beaulieu était le suppléant de Dominique Bussereau. Il le remplaça du 8 juin 2002 au 18 juin 2002 quand Dominique Bussereau fut nommé membre du gouvernement.

### Élections de 2002
| Candidat       | Candidat                          | Parti            | Premier tour | Premier tour | Second tour | Second tour |  |
| Candidat       | Candidat                          | Parti            | Voix         | %            | Voix        | %           |  |
| -------------- | --------------------------------- | ---------------- | ------------ | ------------ | ----------- | ----------- |  |
|                | Dominique Bussereau sortant réélu | UMP              | 24 413       | 47,17        | 29 642      | 62,31       |  |
|                | Philippe Callaud                  | PRG (PS)         | 11 003       | 21,26        | 17 932      | 37,69       |  |
|                | Éliane Petrus                     | FN               | 5 392        | 10,42        |             |             |  |
|                | Gérard Fontenay                   | CPNT             | 3 508        | 6,78         |             |             |  |
|                | Nathalie Riollet                  | Les Verts        | 1 679        | 3,24         |             |             |  |
|                | René Renaudet                     | PCF              | 1 282        | 2,48         |             |             |  |
|                | Henri-Georges Dubois              | Divers gauche    | 1 145        | 2,21         |             |             |  |
|                | Marc Thibault                     | LCR              | 736          | 1,42         |             |             |  |
|                | Frédéric Marie                    | LO               | 662          | 1,28         |             |             |  |
|                | Alain Girard                      | Pôle républicain | 660          | 1,16         |             |             |  |
|                | Élise Bridier                     | MPF              | 568          | 1,1          |             |             |  |
|                | Séverine Werbrouck                | MNR              | 463          | 0,89         |             |             |  |
|                | Michel Faltot                     | Divers           | 304          | 0,59         |             |             |  |
|                |                                   |                  |              |              |             |             |  |
| Inscrits       | Inscrits                          | Inscrits         | 81 865       | 100,00       | 81 861      | 100,00      |  |
| Abstentions    | Abstentions                       | Abstentions      | 28 858       | 35,25        | 32 358      | 39,53       |  |
| Votants        | Votants                           | Votants          | 53 007       | 64,75        | 49 503      | 60,47       |  |
| Blancs et nuls | Blancs et nuls                    | Blancs et nuls   | 1 252        | 2,36         | 1 929       | 3,9         |  |
| Exprimés       | Exprimés                          | Exprimés         | 51 755       | 97,64        | 47 574      | 96,1        |  |

Jean-Claude Beaulieu était le suppléant de Dominique Bussereau. Il le remplaça du 19 juillet 2002 au 19 juin 2007 quand Dominique Bussereau fut nommé membre du gouvernement.

### Élections de 2007
|                | Dominique Bussereau sortant réélu | UMP            | 26 322 | 51,73  |  |  |  |
|                | Régine Joly                       | PS             | 12 161 | 23,9   |  |  |  |
|                | Céline Alleaume                   | UDF–MoDem      | 3 471  | 6,82   |  |  |  |
|                | Bernard Roy                       | FN             | 1 936  | 3,8    |  |  |  |
|                | Chantal Thomazeau                 | CPNT           | 1 630  | 3,2    |  |  |  |
|                | Lino Piva                         | LCR            | 1 113  | 2,19   |  |  |  |
|                | Danièle Lot                       | Les Verts      | 982    | 1,93   |  |  |  |
|                | Jean-Marc Langlais                | PCF            | 923    | 1,81   |  |  |  |
|                | Séverine Werbrouck                | MPF            | 723    | 1,42   |  |  |  |
|                | Christophe Bruneteau              | LO             | 371    | 0,73   |  |  |  |
|                | Alain Girard                      | MRC            | 371    | 0,73   |  |  |  |
|                | Françoise Doucet                  | GÉ             | 353    | 0,69   |  |  |  |
|                | Jack Lionet                       | Divers         | 281    | 0,55   |  |  |  |
|                | Grégory Couillaud                 | AL             | 250    | 0,49   |  |  |  |
|                |                                   |                |        |        |  |  |  |
| Inscrits       | Inscrits                          | Inscrits       | 85 792 | 100,00 |  |  |  |
| Abstentions    | Abstentions                       | Abstentions    | 33 097 | 38,58  |  |  |  |
| Votants        | Votants                           | Votants        | 52 695 | 61,42  |  |  |  |
| Blancs et nuls | Blancs et nuls                    | Blancs et nuls | 1 808  | 3,43   |  |  |  |
| Exprimés       | Exprimés                          | Exprimés       | 50 887 | 96,57  |  |  |  |

Jean-Claude Beaulieu était le suppléant de Dominique Bussereau. Il le remplaça du 20 juillet 2007 au 14 décembre 2010 quand Dominique Bussereau fut nommé membre du gouvernement.

### Élections de 2012
| Candidat       | Candidat                          | Parti          | Premier tour | Premier tour | Second tour | Second tour |  |
| Candidat       | Candidat                          | Parti          | Voix         | %            | Voix        | %           |  |
| -------------- | --------------------------------- | -------------- | ------------ | ------------ | ----------- | ----------- |  |
|                | Dominique Bussereau sortant réélu | UMP            | 20 485       | 40,01        | 26 740      | 52,15       |  |
|                | Fabienne Dugas-Raveneau           | PS             | 18 129       | 35,41        | 24 540      | 47,85       |  |
|                | Tony Lambert                      | RBM (SIEL)     | 6 946        | 13,57        |             |             |  |
|                | Jean-Yves Boiffier                | FG (PG) (PCF)  | 2 168        | 4,23         |             |             |  |
|                | Jean-Luc Guerbois                 | EÉLV           | 1 243        | 2,43         |             |             |  |
|                | Valérie Verduzier                 | CpF (MoDem)    | 795          | 1,55         |             |             |  |
|                | Laure Serra                       | DLR            | 524          | 1,02         |             |             |  |
|                | Martine Gantner                   | MPF            | 379          | 0,74         |             |             |  |
|                | Valérie Barraud                   | LO             | 348          | 0,68         |             |             |  |
|                | Stéphane Hays                     | Pirate         | 182          | 0,36         |             |             |  |
|                |                                   |                |              |              |             |             |  |
| Inscrits       | Inscrits                          | Inscrits       | 87 692       | 100,00       | 87 675      | 100,00      |  |
| Abstentions    | Abstentions                       | Abstentions    | 35 620       | 40,62        | 34 778      | 39,67       |  |
| Votants        | Votants                           | Votants        | 52 072       | 59,38        | 52 897      | 60,33       |  |
| Blancs et nuls | Blancs et nuls                    | Blancs et nuls | 873          | 1,68         | 1 617       | 3,06        |  |
| Exprimés       | Exprimés                          | Exprimés       | 51 199       | 98,32        | 51 280      | 96,94       |  |

Le suppléant de Dominique Bussereau était Francis Savin, cadre commercial, maire de Saint-Pierre-du-Palais, conseiller général du canton de Montguyon. Francis Savin est décédé en 2016.

### Élections de 2017
|                                                                                       |                                                        |                           |                           |                          |                          |
|                                                                                       |                                                        | Premier tour 11 juin 2017 | Premier tour 11 juin 2017 | Second tour 18 juin 2017 | Second tour 18 juin 2017 |
|                                                                                       |                                                        |                           |                           |                          |                          |
|                                                                                       |                                                        | Nombre                    | % des inscrits            | Nombre                   | % des inscrits           |
| Inscrits                                                                              | Inscrits                                               | 89 895                    | 100,00                    | 89 894                   | 100,00                   |
| Abstentions                                                                           | Abstentions                                            | 44 282                    | 49,26                     | 50 175                   | 55,82                    |
| Votants                                                                               | Votants                                                | 45 613                    | 50,74                     | 39 719                   | 44,18                    |
|                                                                                       |                                                        |                           | % des votants             |                          | % des votants            |
| Bulletins blancs                                                                      | Bulletins blancs                                       | 780                       | 1,71                      | 2 969                    | 7,48                     |
| Bulletins nuls                                                                        | Bulletins nuls                                         | 357                       | 0,78                      | 1 521                    | 3,83                     |
| Suffrages exprimés                                                                    | Suffrages exprimés                                     | 44 476                    | 97,51                     | 35 229                   | 88,70                    |
|                                                                                       |                                                        |                           |                           |                          |                          |
| Candidat Étiquette politique (partis et alliances)                                    | Candidat Étiquette politique (partis et alliances)     | Voix                      | % des exprimés            | Voix                     | % des exprimés           |
|                                                                                       |                                                        |                           |                           |                          |                          |
|                                                                                       | Raphaël Gérard La République en marche                 | 15 055                    | 33,85                     | 18 070                   | 51,29                    |
|                                                                                       | Loic Girard Les Républicains                           | 9 872                     | 22,20                     | 17 159                   | 48,71                    |
|                                                                                       | Isabelle Texier Front national                         | 7 556                     | 16,99                     |                          |                          |
|                                                                                       | Lucie Kirchner La France insoumise                     | 5 324                     | 11,97                     |                          |                          |
|                                                                                       | Fabienne Dugas-Raveneau Parti socialiste               | 2 536                     | 5,70                      |                          |                          |
|                                                                                       | Laurence Marcillaud Europe Écologie Les Verts          | 1 194                     | 2,68                      |                          |                          |
|                                                                                       | Benoît Biteau Parti radical de gauche                  | 824                       | 1,85                      |                          |                          |
|                                                                                       | Éric Devise Debout la France                           | 782                       | 1,76                      |                          |                          |
|                                                                                       | Pascal Pellerin Parti communiste français              | 568                       | 1,28                      |                          |                          |
|                                                                                       | Valerie Barraud Lutte ouvrière                         | 379                       | 0,85                      |                          |                          |
|                                                                                       | Ingrid Chrismann Divers (Union populaire républicaine) | 298                       | 0,67                      |                          |                          |
|                                                                                       | Philippe Davril Divers gauche                          | 88                        | 0,20                      |                          |                          |
| Source : Ministère de l'Intérieur - Quatrième circonscription de la Charente-Maritime |                                                        |                           |                           |                          |                          |

La suppléante de Raphaël Gérard était Évelyne Delaunay, retraitée de l'enseignement, de Saint-Seurin-d'Uzet.

### Élections de 2022
| Résultats des élections législatives des 12 et 19 juin 2022 de la 4e circonscription de Charente-Maritime |                          |                                           |                          |              |              |             |             |
| Candidat                                                                                                  | Candidat                 | Parti et coalition                        | Nuance                   | Premier tour | Premier tour | Second tour | Second tour |
| Candidat                                                                                                  | Candidat                 | Parti et coalition                        | Nuance                   | Voix         | %            | Voix        | %           |
| | Raphaël Gérard           | LREM (ENS)                                | ENS                      | 12 743       | 27,59        | 21 447      | 50,90       |
| | Pascal Markowsky         | RN                                        | RN                       | 11 900       | 25,77        | 20 685      | 49,10       |
| | Danièle Desselles,       | LFI (NUPES)                               | NUP                      | 9 114        | 19,73        |             |             |
| | Françoise de Roffignac   | LR (UDC)                                  | LR                       | 6 828        | 14,78        |             |             |
| | Jean Robin               | REC                                       | REC                      | 1 935        | 4,19         |             |             |
| | Stéphane Loth            | RC                                        | DVD                      | 935          | 2,02         |             |             |
| | Cyril Lerat              | LP (UPF)                                  | DSV                      | 815          | 1,76         |             |             |
| | Valérie Barraud          | LO                                        | DXG                      | 733          | 1,59         |             |             |
| | Sébastien Crochet        | PA                                        | ECO                      | 626          | 1,36         |             |             |
| | Patrick Mars             | SE                                        | DVC                      | 552          | 1,20         |             |             |
| | Annie Chassain           | SE (Fédération de la gauche républicaine) | DVG                      | 1            | 0,00         |             |             |
| Votes valides                                                                                             | Votes valides            | Votes valides                             | Votes valides            | 46 182       | 97,19        | 42 132      | 91,22       |
| Votes blancs                                                                                              | Votes blancs             | Votes blancs                              | Votes blancs             | 897          | 1,89         | 2 975       | 6,44        |
| Votes nuls                                                                                                | Votes nuls               | Votes nuls                                | Votes nuls               | 438          | 0,92         | 1 082       | 2,34        |
| Total | Total                    | Total                                     | Total                    | 47 517       | 100          | 46 189      | 100         |
| Abstention                                                                                                | Abstention               | Abstention                                | Abstention               | 46 888       | 49,67        | 48 219      | 51,08       |
| Inscrits / participation                                                                                  | Inscrits / participation | Inscrits / participation                  | Inscrits / participation | 94 405       | 50,33        | 94 408      | 48,92       |

La suppléante de Raphaël Gérard était Évelyne Delaunay.

### Élections de 2024
| Candidat                 | Candidat                 | Parti et coalition       | Nuance                   | Premier tour | Premier tour | Second tour | Second tour |
| Candidat                 | Candidat                 | Parti et coalition       | Nuance                   | Voix         | %            | Voix        | %           |
| ------------------------ | ------------------------ | ------------------------ | ------------------------ | ------------ | ------------ | ----------- | ----------- |
|                          | Pascal Markowsky,        | RN                       | RN                       | 28 510       | 45,21        | 31 356      | 50,74       |
|                          | Raphaël Gérard,          | RE (ENS)                 | ENS                      | 17 625       | 27,95        | 30 447      | 49,26       |
|                          | Danièle Desselles,       | LFI (NFP)                | NFP                      | 10 972       | 17,40        |             |             |
|                          | Céline Drouillard,       | LR                       | LR                       | 5 251        | 8,33         |             |             |
|                          | Olivier Tripelon         | LO                       | DXG                      | 707          | 1,12         |             |             |
|                          |                          |                          |                          |              |              |             |             |
| Votes valides            | Votes valides            | Votes valides            | Votes valides            | 63 065       | 96,96        | 61 803      | 94,59       |
| Votes blancs             | Votes blancs             | Votes blancs             | Votes blancs             | 1 370        | 2,11         | 2 579       | 3,95        |
| Votes nuls               | Votes nuls               | Votes nuls               | Votes nuls               | 610          | 0,94         | 955         | 1,46        |
| Total                    | Total                    | Total                    | Total                    | 65 045       | 100          | 65 337      | 100         |
| Abstention               | Abstention               | Abstention               | Abstention               | 29 499       | 31,20        | 29 217      | 30,90       |
| Inscrits / participation | Inscrits / participation | Inscrits / participation | Inscrits / participation | 94 544       | 68,80        | 94 554      | 69,10       |

Le suppléant de Pascal Markowsky est Patrick Dugenne.

#### Département de la Charente-Maritime
- La fiche de l'INSEE de cette circonscription : « Tableaux et Analyses de la quatrième circonscription de la Charente-Maritime », sur insee.fr, site de l'Institut national de la statistique et des études économiques (consulté le 10 juin 2007) [PDF]
- « Tous les députés du département de la Charente-Maritime depuis 1789 » [archive du 30 septembre 2007], sur assemblee-nationale.fr, site de l'Assemblée nationale française (consulté le 10 juin 2007)
- « Informations contentieuses sur le département de la Charente-Maritime (Élections législatives de 2002) »(Archive.org • Wikiwix • Archive.is • Google • Que faire ?), sur conseil-constitutionnel.fr, site du Conseil constitutionnel (consulté le 13 juin 2007)

#### Circonscriptions en France
- « Carte des circonscriptions législatives en France », sur assemblee-nationale.fr, site de l'Assemblée nationale française (consulté le 10 juin 2007)
- « Résultats électoraux officiels en France »(Archive.org • Wikiwix • Archive.is • Google • Que faire ?), sur interieur.gouv.fr, site du ministère de l'Intérieur (France) (consulté le 13 juin 2007)
- Description et Atlas des circonscriptions électorales de France sur http://www.atlaspol.com, Atlaspol, site de cartographie géopolitique, consulté le 13 juin 2007.